# ابرگوتس
اِبرگوتس (به مجاری: Ebergőc) یک استان در مجارستان است که در ناحیه شوپرون واقع شده‌است. ابرگوتس ۵٫۰۲ کیلومتر مربع مساحت و ۱۳۹ نفر جمعیت دارد.